# Heinrich Körner (Geograph)
Hans Heinrich Körner (* 26. April 1755 in Zürich; † 6. August 1822 ebenda) war ein Schweizer Geograph. 
Hans Heinrich Körner war ein Sohn des Schneiders Melchior Körner und dessen Ehefrau Maria Elisabeth, geb. Cramer. Er studierte in Zürich Theologie und wurde 1779 ordiniert. Körner erteilte Privatunterricht in Geschichte, Geographie, Geometrie und Arithmetik. 1783 veröffentlichte er das Lehrbuch Arithmetischer Unterricht für die Jugend und etwas später anonym ein geographisches Kartenspiel über die Schweiz. Ab 1792 war er als Lehrer an der Kunstschule in Zürich tätig. 1798 wurde er an dieser Schule Professor für Geschichte, Geographie und Ethik. 1795 publizierte er geographisch-statistische Tabellen über die Schweiz und 1805 eine Kurze Erdbeschreibung der Schweiz, die sich an Johann Konrad Fäsis Vorbild orientierte, aber an die Jugend gerichtet war.